# شیره‌خوار
شیره‌خوار یا دارکوب شیره‌خوار یا دارمَک (نام علمی: Sphyrapicus) نام یک سرده از تیره دارکوب است.

## گونه‌ها
- شیره‌خوار پس‌سرسرخ (S. nuchalis)
- شیره‌خوار سینه‌سرخ (S. ruber)
- شیره‌خوار ویلیامسون (S. thyroideus)
- شیره‌خوار شکم‌زرد (S. varius)

## نگارخانه

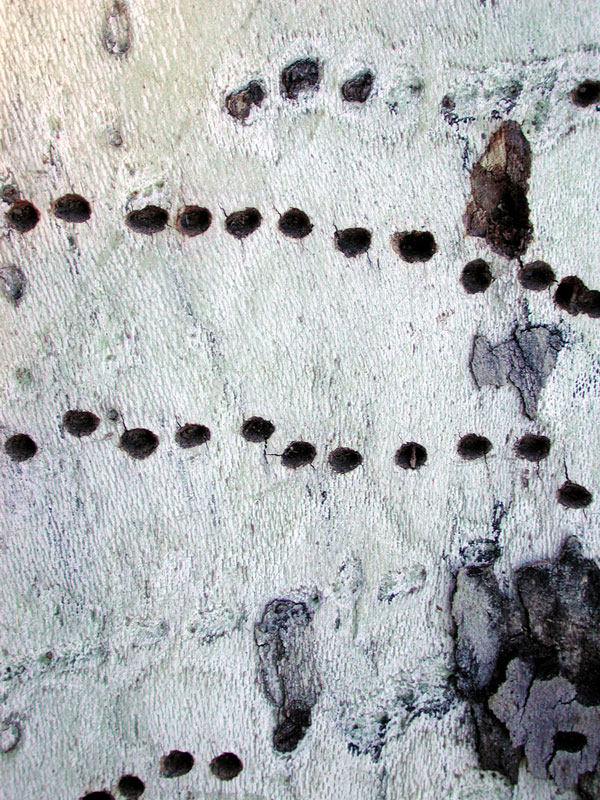